# Dekanat siennicki
Dekanat siennicki – dekanat diecezji warszawsko-praskiej wchodzącej w skład metropolii warszawskiej.

## Parafie dekanatu siennickiego
- Parafia św. Stanisława Biskupa Męczennika w Siennicy – siedziba dekanatu proboszcz Ks. Jerzy  Danecki  
  - Kaplica w Domu Seniora - Siennica
  - Kaplica w Zgromadzeniu Sióstr Kapucynek - Siennica
  - Kaplica cmentarna, ul. Akacjowa - Siennica
- Parafia Matki Boskiej Nieustającej Pomocy w Guzewie - proboszcz ks. Przemysław Bieniecki
- Parafia św. Wojciecha w Jeruzalu - proboszcz ks. Wojciech Olędzki
- Parafia św. Anny w Kiczkach - proboszcz ks. Andrzej Sulej
- Parafia Świętych Marcina i Mikołaja w Kuflewie - proboszcz ks. Krzysztof Zbigniew  Kulbat
- Parafia św. Walentego i św. Trójcy w Latowiczu - proboszcz ks. Bogusław Józef Wnuk
- Parafia Matki Bożej Częstochowskiej w Starogrodzie - proboszcz ks. Grzegorz Rowicki
- Parafia Matki Bożej Różańcowej w Wielgolesie - proboszcz ks. Dariusz Franczak